# Soul Sold Separately
Albums de Freddie Gibbs
Alfredo (en)
(2020)
Singles
1. Too Much
Sortie : 2 septembre 2022
2. Dark Hearted
Sortie : 23 septembre 2022

Soul Sold Separately, stylisé $oul $old $eparately, est le cinquième album de Freddie Gibbs, sorti en 2022 sur le label Warner Records. Il s'agit de la première sortie de Gibbs sur un label majeur, confirmant la montée en puissance de l'artiste de 40 ans après des succès en indépendant.

## Genèse
En juin 2020, Gibbs signe au label Warner Records, une division de Warner Music Group qui est l'un des labels les plus puissants de l'industrie musicale. Cette signature n'est pas la première sur un label majeur pour le natif de Gary qui avait rejoint Interscope Records en 2006 avant de perdre son contrat à la suite d'un changement de direction. Âgé de 37 ans au moment de la signature avec Warner, le rappeur connaît un succès d'estime tardif par rapport à la plupart des artistes hip-hop.

## Parution
Le 2 septembre 2022, Gibbs annonce la sortie de son nouvel album, intitulé $oul $old $eparately, pour le 30 septembre suivant et dévoile le même jour le premier single, Too Much, en featuring avec Moneybagg Yo et accompagné d’un clip vidéo. Il sort le second single nommé Dark Hearted et produit par le musicien britannique James Blake le 23 septembre, accompagné d'un clip.

## Réception
Pour le moment, aucune critique n'a été publiée.

## Liste des titres
| 1.    | Couldn't Be Done (featuring Kelly Price)           |                           | Freddie Gibbs                                    |                                                                 |      |
| 2.    | Blackest in the Room                               |                           |                                                  |                                                                 |      |
| 3.    | Pain & Strife (featuring Offset)                   |                           |                                                  |                                                                 |      |
| 4.    | Zipper Bagz                                        |                           |                                                  |                                                                 |      |
| 5.    | Too Much (featuring Moneybagg Yo)                  | Ben Lambert, Norva Denton | Gibbs, Demario DeWayne White, Jr., Eldra DeBarge | Norva "VA" Denton, IV Beatss, Edgar JV Etienne, Harmony Samuels | 3:08 |
| 6.    | Lobster Omelette (featuring Rick Ross)             |                           |                                                  |                                                                 |      |
| 7.    | Space Rabbit                                       |                           |                                                  |                                                                 |      |
| 8.    | Feel No Pain (featuring Anderson .Paak et Raekwon) |                           |                                                  |                                                                 |      |
| 9.    | Rabbit Vision                                      |                           |                                                  |                                                                 |      |
| 10.   | PYS (featuring DJ Paul)                            |                           |                                                  |                                                                 |      |
| 11.   | Dark Hearted                                       | James Blake               | Gibbs, Blake                                     | Blake                                                           | 3:25 |
| 12.   | Gold Rings (featuring Pusha T)                     |                           |                                                  |                                                                 |      |
| 13.   | Grandma's Stove (featuring Musiq Soulchild)        |                           |                                                  |                                                                 |      |
| 14.   | CIA                                                |                           |                                                  |                                                                 |      |
| 15.   | Decoded (featuring Scarface)                       |                           |                                                  |                                                                 |      |
| 46:05 |                                                    |                           |                                                  |                                                                 |      |

Samples
- Too Much contient un sample de All This Love par le groupe américain DeBarge (1982)[6].